# هلع النوم
هلع النوم أو رهاب الليل هو خطل نومي أو اضطراب النوم يؤدي إلى الهلع والخوف الشديد ويحدث عادة في أول 3 أو 4 ساعات خلال نوم حركة العين غير السريعة (NREM). خلال النصف الأول من دورة النوم، يحدث نوم دلتا أكثر والذي يدل على أن الأشخاص الذي لديهم نشاط أعلى خلال مرحلة دلتا أكثر عرضة لرهاب الليل ولكن يمكن أيضا أن يحدث هلع الليل في النهار عند خلال أخذ قيلولة.
عرف هلع النوم منذ القدم ولكن كان يصعب تفرقته من الكوابيس حتى تم اكتشاف حركة العين السريعة.بناء على الأكاديمية الأمريكية لطب الأطفال و الناشئة النفسي; رغم أن الكوابيس (أحلام مزعجة تسبب الهلع والخوف الشديد) يشيع حدوثها خلال الطفولة إلى أن احتمالية حدوث هلع النوم هوأقل بكثير من سابقتها. تقدر نسبة حدوث هلع النوم لدى الأطفال من 1 إلى 6 بالمائة. إما عند كبار فإنها تقدر بأقل من واحد بالمائة. أحيانا يمكن الخطأ بين هلع النوم والإيقاظ المحير. يبدء هلع النوم من ما بين سن الثالثة والثانية عشر ويضمحل خلال فترة النشوء. أما عند الكبار فإن اضطراب النوم يبدء من بين سن العشرين والثلاثين و لكن حدة الهلع وتواتره تختلف من شخص إلى آخر. علاوة عليه قد تحدث نوبات الهلع بشكل متقطع خلال أيام أو أسابيع معينة أو قد تحدث بشكل متتابع ليلا أو عدة مرات في ليلة واحدة. أغلب الناس لايعرف عن هلع النوم مما يؤدي بالخطأ إلى الخلط بين النوبات الليلة أو الكوابيس وهلع النوم.

## العلامات والأعراض
الميّزة العامة للذعر الليلي هو عدم القدرة على مواساة المريض وعدم قدرة المريض على الاستجابة للمؤثرات الخارجية. يُوصف المريض خلال نوبته «بالجفول المنتصب»؛ حيث تجحظ عينيه وتسُود ملامح الهلع والفزع على وجهه. يبدأ المريض بالصراخ وعادة ما يتعرق وأيضاً يزيد معدل التنفس لديه، ويزيد معدل دقات قلبه، وفي بعض الحالات يتوسع نشاط الحركة، كحركة الأطراف حيث تضمن الضرب أو الأرجحة أو حتى حركات الهرب، بحيث يشعر الشخص بأنه بحاجة لحماية نفسه أو بحاجة للفرار من شيء يهدد بإصابته بالأذى.
رغم أن المريض قد يبدو مستيقظ خلال النوبة سيبدو عليه الارتباك، ولن يستجيب إلى أي محاولة تواصل معه، معظم الذين يعانون من الذعر الليلي يفقدون ذاكرتهم أو جزء من ذاكرة الحادثة في اليوم التالي. يعتبر السير النومي والذعر الليلي ظاهرتين لنفس الخطل النومي.
في الفحص المخبري، تحديداً في التخطيط الكهربائي للدماغ، من المعروف أن هناك زيادة كبيرة في فولتية الموجة دلتا، بالإضافة إلى ذلك فهناك زيادة في توتر العضلات، وأيضاً يتضاعف معدل دقات القلب. خلال النوبة يظهر على التخطيط الكهربائي للدماغ نشاط في موجات ألفا وثيتا. من السائد أيضاً الاستيقاظ الفجائي من نوم العديم لحركة العين السريعة هذا لن يسبب نوبة كاملة من الفزع الليلي، لكن من الممكن أن يسبب تسارع في دقات القلب.
يرتبط الفزع الليلي بإفراز أوتونومي حاد يسبب تسارع في النفس، وبيغ -أي احمرار الوجه- و يسبب أيضاً عرق غزير و توسع الحدقة -أي توسع البؤبؤ-.
الذعر الليلي لدى الأطفال لا يزيد نسبة تشخيص أي مرض نفسي، أمّا الذعر الليلي لدى البالغين فيرتبط بالباثولوجية النفسية أو اضطراب نفسي، فمن الممكن زيادة احتمالية حدوثه في الأشخاص الذين يعانون من اضطراب الكرب التالي للصدمة النفسية أو اضطراب القلق المتعمم، ومن المحتمل ظهور اضطراب في الشخصية كالانفصام واضطراب الشخصية
الحدية. تزيد نسبة الاكتئاب والقلق حين يتعرض للذعر الليلي مراراً، وتقل نسبة السكر في الدم في الأطفال
والبالغين. تُظهر دراسة بأن الآفة المهادية في الدماغ أوجذع الدماغ مترابطة بالذعر الليلي، بالإضافة إلى ذلك يرتبط هذا الاضطراب بالسير خلال النوم وأيضاً بالصرع الجبهي.

### الأطفال
يبدأ عادةً الذعر الليلي في الأطفال الذين تتراوح أعمارهم بين 3 إلى 12 سنة، ويصل ذروته في عمر الثالثة والنصف. يقدر عدد الأطفال المعرضين لهذا الاضطراب من واحد بالمئة إلى ستة بالمئة، ونسبة تعرض الإناث إلى الذكور متساوية، وتختفي عادةً في مرحلة الشباب. خلل النوم هو أكبر هموم الأهل في أول عام من حياة الطفل، فأكثر من نصف الأطفال يتعرضون إلى خلل في نمط النوم مما يدفعهم إلى اللجوء لطبيب لمساعدتهم.
يُسجل أعلى تردد للذعر الليلي في الأطفال الأصغر من ثلاث سنوات ونصف على الأقل نوبة واحدة في الأسبوع، أمّا الأطفال الأكبر من ثلاث سنوات ونصف فأعلى تردد للذعر الليلي يُسجل نوبة أو نوبتين في الشهر. يستطيع طبيب الأطفال مساعدة المريض بعد فحصه وأيضاً يقوم باستبعاد الأمراض الأخرى التي قد تسبب ذعر ليلي.

### البالغون
تم التبليغ عن حالات ذعر ليلي للبالغين من جميع الأعمار. بالرغم من تشابه أعراض الذعر الليلي في الشباب والبالغين إلّا أنّ المسبّبات، التشخيص والعلاج يختلف بشكل كبير. أحد مسببات الذعر الليلي عدم حصول الشخص على الغذاء الكامل أو عدم الحصول على النوم الكافي، أو التعرض لأوضاع مكربة، أو حتى عدم العلاج لفترة طويلة.
الذعر الليلي في البالغين يشكل نسبة قليلة، وعادةً يستجيب لطرق المعالجة أو محاولة تصحيح مشاكل النوم. يعتبر الذعر الليلي اضطراب نفسي وسلوكي في التصنيف العالمي للأمراض. أوضحت إحدى الدراسات أنّ هنالك مراضة مشتركة بين الذعر الليلي لدى البالغين وأعراض الأمراض النفسية، وأثبتت دراسة أخرى علاقة بين الذعر الليلي في البالغين ونقص السكر في الدم.[بحاجة لمصدر]
خلال نوبات الذعر الليلي من الطبيعي الاستيقاظ والصراخ والضرب ومن الممكن فهم ما يقوله المريض، وقد يهرب المريض من المنزل (غالبا عند البالغين )مما قد يؤدي للعنف. اكتُشف أيضاً أنّ حقن الكلونيدين في القراب لفترات طويلة قد يسبب أعراض جانبية كالذعر الليلي في بداية دورة النوم، هذا نتيجة لتغيير نسبة الكلونيدين في الدماغ/العنق. قد يكون الذعر الليلي أحد أعراض اضطراب عصبي، ومن الممكن أن يُفحص بواسطة التَّصوير بالرَّنين المغناطيسي لاكتشافه.

## الأسباب
هناك دلائل تشير إلى أنّ الذعر الليلي والمشاكل النومية تنتقل عبر الوراثة؛ فالأفراد الذين لديهم تاريخ في هذا الاضطراب يبلّغون عن أحداث سابقة من الذعر الليلي أو السير في النوم لدى أفراد العائلة، تبيّن إحدى الدراسات أنّ معدل انتشار الذعر الليلي في الأقارب ذو درجة أولى يتضاعف بمعدل عشر مرّات ولكّن الصلة الوراثية الدقيقة غير معروفة بعد. التكدس العائلي يشير إلى وجود وراثة صبغية جسدية.
تشير بعض النتائج المخبرية بزيادة احتمالية حصول نوبات من الذعر الليلي بوجود حُمّى أو بقلة النوم، من أحد المساهمات الأخرى الربو الليلي والجزر المعدي المريئي وأدوية الجهاز العصبي. يجب توخي الحذر مع الأشخاص المصابين بالتغفيق لأنّه من المحتمل وجود ترابط بينهم. إلى الآن لا يوجد أي معلومات تدل على وجود روابط بين الذعر الليلي و الثقافات المختلفة ولكن أهمية وأسباب المرض تختلف مع اختلاف الثقافات.
يوفر البالغون تفاصيل وصور معبّرة للذعر الليلي مقارنةً بالأطفال الذين بالكاد يتذكرون أو حتى لم يعودوا يتذكرون الحلم، ويصيب هذا المرض الذكور أكثر من الإناث في الأطفال أمّا البالغين فيصيبهم بالتساوي. أوضحت دراسة أخرى على توائم متماثلين وتوائم أخوين أنّ التوائم المتماثلين لديهم نسبة أكبر بكثير للذعر الليلي من التوائم الإخوة.
بالرغم من تشابه أعراض الذعر الليلي في الأطفال والبالغين إلّا أنّ المسبّبات، التشخيص والعلاج يختلف بشكل كبير. يعتمد الذعر الليلي على عدم حصول الشخص على الغذاء الكامل أو عدم الحصول على النوم الكافي، أو التعرض إلى أوضاع مكربة. كما أن الذعر الليلي لدى البالغين يعد أقل انتشارا وعادةً ما يستجيب البالغين لطرق المعالجة أو محاولة تصحيح مشاكل النوم.

## التشخيص
بحسب دليل الإحصاءات والتشخيص للأمراض النفسية فمعايير التشخيص كالآتي:
- استيقاظ فجائي للمريض بصراخ عدة مرات.
- شعور المريض بقلق وخوف وظهور أعراض الإفراز الأوتونومي كزيادة في معدل دقات القلب والتنفس العميق والتعرق.
- لا يمكن مواساة المريض ولا يستجيب لأي مؤثرات خارجية.
- لا يستطيع المريض تذكر تفاصيل الحلم أو حتّى ما حصل معه خلال النوبة.
- يسبب الذعر الليلي حالة بؤس أو يخرب طريقة تأدية عمله.
- الاضطراب ليس بسبب أي مرض آخر.

## العلاج
يتلاشى عادةً الذعر الليلي في الأطفال ولا يحتاج إلى علاج، ولكن طمأنة الطفل وتأكيده بأنه سيختفي مع الوقت من أهم الأمور، والمعالجة النفسية قد تفيد أيضاً. تشير بعض الحقائق إلى أنّ الذعر الليلي قد ينتج عن قلة النوم، فتحسين أوقات نوم المريض قد تعالج المرض وإذا لم يعالج فمن المستطاع استعمال أدوية البينزوديازيبين أو مضادات الاكتئاب ثلاثية الحلقات لتخفيف نوبات الذعر الليلي ولكن هذه الأدوية تُوصف في الحالات القاسية.